# Catástrofe de Aberfan
La catástrofe de Aberfan fue el colapso de la escombrera de una mina de carbón, producida a las 9:15 de la mañana del 21 de octubre de 1966 en el pueblo galés de Aberfan, en el condado de Merthyr Tydfil, que tuvo como consecuencia la muerte de 144 personas (116 niños y 28 adultos). El siniestro fue causado por la acumulación de agua en las rocas y piedra caliza amontonadas, que de repente comenzaron a deslizarse hacia abajo en forma de barro.
Más de 40 000 metros cúbicos de escombros cubrieron el pueblo en cuestión de minutos, y las aulas del Colegio Pantglas Junior se inundaron de inmediato, por lo que los niños pequeños y los maestros murieron por impacto o asfixia. Se hicieron grandes esfuerzos de rescate, pero la gran cantidad de barro que se agolpaba en el pueblo obstaculizó el trabajo de los equipos de rescate. Solo unas cuantas vidas pudieron salvarse en cualquier caso. La investigación oficial culpó a la Junta Nacional del Carbón por negligencia extrema, y a su presidente por hacer declaraciones engañosas. El Parlamento aprobó poco después una nueva legislación sobre seguridad pública en minas y canteras. Muchos de los residentes del pueblo sufrieron problemas médicos, y la mitad de los supervivientes sufrieron trastorno por estrés postraumático en algún momento de sus vidas.

## Antecedentes
Aberfan se encuentra en el fondo de la ladera oeste del valle de Taff, en la ladera este de la colina Mynydd Merthyr, aproximadamente 6,4 km al sur de Merthyr Tydfil. Cuando John Nixon y sus socios iniciaron la excavación de la mina el 23 de agosto de 1869, Aberfan tenía únicamente dos cabañas y una posada frecuentada por granjeros y barqueros locales. Hacia 1966 la población había crecido hasta alcanzar los cinco mil habitantes aproximadamente, la mayoría de los cuales trabajaban en la industria del carbón. Desde la nacionalización de la industria británica del carbón en 1947, la mina de Aberfan estuvo bajo el control de la Junta Nacional del Carbón (NCB). La regulación en la industria del carbón fue auspiciada por la inspección de minas de Su Majestad. Los inspectores habían trabajado como ingenieros en la industria del carbón y eran antiguos empleados de la NCB. El río Taff corre de norte a sur a través de la aldea, y al oeste en las afueras, en la parte superior del asentamiento, hay un lecho del canal en desuso y un terraplén ferroviario paralelo al río.
Los primeros residuos de la mina de carbón se depositaron en las laderas inferiores del valle, al este del canal; pero durante la década de 1910 comenzaron a acumularse en las laderas occidentales, sobre la línea del canal y el pueblo. Para 1966 había siete pilas de escombros, que comprendían aproximadamente dos millones de m³ de desechos. Las pilas cuatro y cinco eran montículos cónicos en el ápice de la pendiente; aunque la pila siete, de 34 m, contenía 227.000 m³ que incluían desechos de relaves procedentes de la extracción química del carbón así como partículas finas igualmente de carbón y cenizas que adquirían propiedades similares a las de arenas movedizas al mojarse.
La estabilidad de las pilas se vio afectada por el agua, ya que las pilas cuatro, cinco y siete habían sido ubicadas sobre los cauces de arroyos o manantiales. La presencia de los manantiales era de conocimiento público en la zona, y estos se encontraban demarcados en los mapas de la Sociedad Geológica de Londres y del Estudio de Ordenanzas desde 1874. La cuarta pila, que había sido utilizada entre 1933 y 1945, era grande y se había iniciado sobre un terreno pantanoso entre dos arroyos. En el momento de su planificación, el ingeniero del municipio de Merthyr Tydfil pensó que, a pesar de la posición, era poco probable que se produjera una avalancha. Después de algunos movimientos del suelo en la punta de la pila a principios de la década de 1940, se cavó un canal de drenaje a principios de 1944. En noviembre de aquel año, parte de la punta de la pila se deslizó 490 m por la montaña para detenerse a aproximadamente 150 m sobre el pueblo. En mayo de 1963, la pila siete cambió ligeramente y para noviembre de ese mismo año hubo una caída más sustancial. La Junta Nacional del Carbón declaró que el movimiento no había sido un deslizamiento sino una corrida de relaves; es decir, un movimiento de relaves en la punta de la pila, que no afectaba a su estabilidad. Después del deslizamiento, la JNC dejó de verter relaves en la pila siete, pero se siguió depositando escombro normal.
Aberfan se encuentra en un área de precipitaciones relativamente altas, con un promedio de 1500 mm de lluvia al año. En 1960 el total de lluvias fue de 1790 mm, la cantidad más alta en los años previos al desastre. Entre 1952 y 1965 se produjeron graves inundaciones en la zona de Pantglas de Aberfan, al menos en once ocasiones. Los residentes se quejaron de que el agua de la inundación era negra y dejaba un residuo grasiento cuando retrocedía. Además, los residentes habían presentado quejas ante el Consejo Municipal del Condado de Merthyr Tydfil, que mantuvo correspondencia con la JNC entre julio de 1963 y marzo de 1964 sobre el tema del «peligro de que la lechada de carbón se vierta en la parte trasera de las escuelas de Pantglas». A principios de 1965 se celebraron reuniones entre el concejo y la junta, en las que esta acordó tomar medidas sobre las tuberías y las zanjas de drenaje obstruidas, que fueron la causa de las inundaciones. Para octubre de 1966 no se había adoptado ninguna medida.

## Colapso de los escombros
Durante las primeras tres semanas de octubre de 1966 hubo 170 mm de lluvia, casi la mitad de la cual fue en la tercera semana. Durante la noche del 20 al 21 de octubre, el pico de la pila siete bajó de 2,7 a 3 m y los raíles en los que se transportaba el escombro a la parte superior de la punta cayeron en el agujero resultante. El movimiento de escombros fue descubierto a las 7:30 de la mañana por los primeros miembros del turno de la mañana que se ocupaban de los montones. Uno de los trabajadores se dirigió a la mina para reportar el deslizamiento; regresó con el supervisor a las pilas, y se decidió que no se haría más trabajo ese día, pero que se decidiría una nueva posición para las pilas la semana siguiente.
A las 9:15 a. m. una cantidad significativa de escombros saturados de agua se desprendieron de la pila 7 y fluyeron cuesta abajo a 18–34 km/h en olas de 6–9 m de alto G. M. J. Williams, un ingeniero consultor que dio evidencia en el tribunal subsiguiente, declaró que el movimiento de las 9:15 a. m.:

tomó parte del material saturado más allá del punto donde ocurrió la licuefacción. Este material inicialmente licuado comenzó a moverse rápidamente, liberando energía que licuaba el resto de la porción saturada de la punta, y casi instantáneamente la naturaleza de las partes inferiores saturadas de la punta No. 7 fue cambiada de la de un sólido a la de un líquido pesado de una densidad de aproximadamente el doble de la del agua. Se trataba de la oscura y brillante ola que varios testigos vieron estallar desde la parte inferior de la punta.
G. M. J. Williams

La avalancha golpeó la Pantglas Junior School, en Moy Road, envolviendo y demoliendo gran parte de la estructura y llenando las aulas de lodo, escombros y barro; cinco maestros y ciento nueve niños murieron de los doscientos cuarenta que asistieron ese día. Los alumnos de la Pantglas Junior School habían llegado solo unos minutos antes para el último día de clases antes de las vacaciones de medio año, que debían comenzar a las 12:00 p. m. Los maestros acababan de empezar a registrar la asistencia de los niños cuando se produjo el derrumbe. La escuela secundaria adyacente también sufrió daños y dieciocho casas en las carreteras circundantes fueron destruidas. El barro y el agua del deslizamiento inundaron otras casas en las cercanías, obligando a muchos a evacuar sus hogares. Una vez que el material del deslizamiento se detuvo, se solidificó nuevamente. Un enorme montículo de lodo de hasta 9,15 m de altura bloqueó el área. El director en funciones de la escuela secundaria recordó:

La entrada de las niñas ⟨de la escuela secundaria⟩ estaba aproximadamente entre dos tercios y tres cuartas partes llena de escombros y materiales de desecho... me subí a los escombros de la puerta... cuando miré directamente delante de mí... vi que las casas de Moy Road se habían esfumado en una masa de material de desecho y que el frontón de la Junior School, o parte del techo, sobresalían de este pantano. Miré a mi derecha y vi que las casas de Moy Road habían desaparecido.

Algunos miembros del personal murieron tratando de proteger a los niños. Nansi Williams, la encargada de la comida en la escuela, usó su cuerpo para proteger a cinco niños, todos los cuales sobrevivieron. Williams no sobrevivió y fue encontrada por los rescatadores todavía sosteniendo un billete de 1 libra que ella había estado recolectando para el almuerzo. El subdirector, Dai Benyon, trató de usar una pizarra para protegerse a sí mismo y a cinco niños de la lechada que pasaba por la escuela. Él y los treinta y cuatro alumnos de su clase murieron. Cuando la avalancha se detuvo, también lo hizo el ruido; un residente recordó que «en ese silencio no se podía oír ni a un pájaro ni a un niño».

## Rescate
Después de terminado el deslizamiento, los residentes corrieron a la escuela y comenzaron a cavar entre los escombros, moviendo el material a mano o con herramientas de jardinería. A las 9:25 a. m. la policía de Merthyr Tydfil recibió una llamada telefónica de un residente local que dijo: «Se me pidió que les informara que ha habido un desprendimiento de tierra en Pantglas. El escombro ha llegado hasta la escuela». El cuerpo de bomberos de Merthyr Tydfil recibió una llamada casi al mismo tiempo. Luego se hicieron llamadas a hospitales locales, al servicio de ambulancias y al cuerpo de Defensa Civil local. Los primeros operarios de la mina de carbón llegaron a los veinte minutos de la catástrofe, después de haber sido sacados de los yacimientos de carbón en los que habían estado trabajando. Dirigieron las primeras excavaciones, conscientes de que una excavación no planificada podría provocar el colapso de los escombros y los restos de los edificios; trabajaron en grupos organizados bajo el control de sus gerentes de pozo.
Las primeras víctimas de los escombros de la escuela llegaron al Hospital de St. Tydfil a las 9:50 a. m.; el resto de las víctimas rescatadas llegaron antes de las 11:00 a. m.: veintidós niños, uno de los cuales murió al llegar y cinco adultos. Otras nueve víctimas fueron enviadas al Hospital General de East Glamorgan. No se encontraron supervivientes después de las 11:00 a. m. De las ciento cuarenta y cuatro personas que murieron en la catástrofe, ciento dieciséis eran niños, en su mayoría entre los siete y los diez años; ciento nueve de los niños murieron en el interior de la Pantglas Junior School. Cinco de los adultos que murieron eran maestros en la escuela. Otros seis adultos y veintinueve niños resultaron heridos.

## Consecuencias
El 25 de octubre de 1966, después de las resoluciones de la Cámara de los Lores y la Cámara de los Comunes del Parlamento, el Secretario de Estado para Gales designó formalmente un tribunal para investigar el desastre.

## Legado
La mina de carbón de Merthyr Vale fue clausurada en 1989. En 1997, el secretario de estado para Gales, Ron Davies, reembolsó al fondo para prevención de desastres las ₤150.000 libras esterlinas con que el fondo contribuyó al coste de la remoción de escombros. No se hizo ningún aporte por la inflación, ni por los intereses que se habrían generado durante el periodo intermedio, que habrían sido de ₤1,5 millones de libras esterlinas en 1997.
Además de las noticias y la cobertura histórica, la catástrofe de Aberfan y sus secuelas se ha descrito en libros, incluyendo historias de lo que sucedió, memorias personales de los involucrados y colecciones de poesía, en música, en el cine y en series de televisión.